# 特韋爾貝克湖

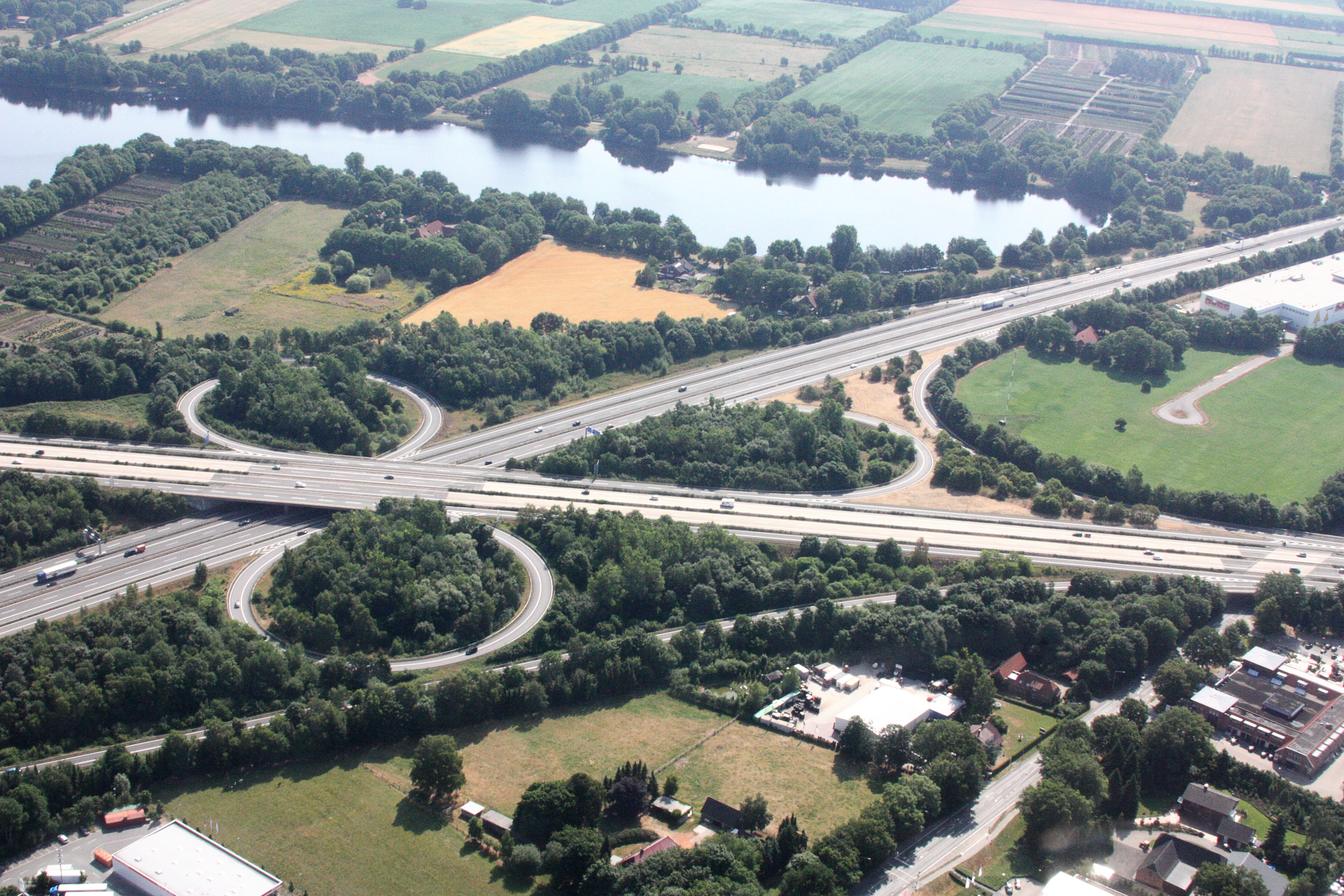

53°6′48″N 8°16′59.70″E / 53.11333°N 8.2832500°E
特韋爾貝克湖（德語：Tweelbäker See），是德國的湖泊，位於該國西北部，由下薩克森州負責管轄，處於奧爾登堡，面積0.18平方公里，最大水深18米，湖岸線長度3.4公里。